# ワッシー・ヴィンセント・ジュニア
ワッシー・ヴィンセント・ジュニア（Wouassi Vincent Jr.
、1964年5月5日 - ）は、アフリカ西部のカメルーン共和国出身、日本で活動する黒人ミュージシャン。新内節の名取（）、富士松菊和志（）。三味線、ドラム、パーカッションを専門としカメルーン音楽大使を掲げる。埼玉県草加市在住。

## 略歴
カメルーン共和国で生まれ、首都ヤウンデで成人する。18歳でカメルーン国立オーケストラに参加、1989年に同楽団のドラマー、パーカッショニストに抜擢されたという。1993年、ヤウンデの下町ンコンカーナ地区で母親が営む下宿屋兼自宅にて、カメルーンの現地調査のため滞在する日本人研究者と知り合う。翌1994年（平成6年）30歳でドラム演奏のため初来日し、ホームステイした大阪の家庭で三味線の存在に出会う。以来、日本に居住。三味線を新内の家元である富士松菊三郎に師事。2002年（平成14年）、大阪の国立文楽劇場で名披露目（）をおこない、アフリカ人また黒人として初の三味線の名取・富士松ワッシィ（富士松ワッシー）となった。さらに2018年（平成30年）には師匠の富士松菊三郎から富士松菊和志の名前を与えられ、2021年（令和3年）5月に56歳で師弟共演による名披露目をおこなった。
1996年（平成8年）あるいは1997年（平成9年）に日本で多楽器編成のバンド「Wouassi and Roots Band（ワッシー&ルーツバンド）」を結成。関東近郊のバーやライブハウス、イベントにて三味線を用いた演奏活動をおこなうほか、テレビ番組『たけしの誰でもピカソ』、『新報道2001』、NHKなどメディア出演や、各種ワークショップ、音楽教室の講師などを務める。作品がイギリスの『BBCミュージック・マガジン（en:BBC Music Magazine）』誌の「The best CDs of 1997」に選ばれている。木暮武彦率いるMT.DELICIOUSのレコーディングにも参加。2018年（平成30年）4月には草加アコスホールを会場に、「ワッシー来日25周年記念ライブ」が地元の企業・商店、団体の後援で開催された。
影響を受けたミュージシャンとして、カメルーン人の著名なサクソフォーン奏者マヌ・ディバンゴ、同じくカメルーンの盲目のギタリストタラ・アンドレ・マリーを挙げている。

### 家族
父親はギター奏者で、マヌ・ディバンゴのバンドでバンジョーを演奏していた時期があるという。四人兄姉で、長兄はギタリスト、次兄はヴィンセントと同じくドラマーでフランスで活動するBrice Wassy。姉はフランスの芸術文化勲章受章者の俳優で、フランソワ・デュペイロン監督の映画『がんばればいいこともある』に主演して第21回東京国際映画祭で最優秀女優賞を受賞したフェリシテ・ワッシー。パートナーは日本人女性。